# Thomas John Barnardo

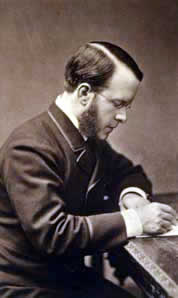
Doktor Thomas John Barnardo.

Thomas John Barnardo, född 4 juli 1845, död 19 september 1905, var en irländsk-engelsk filantrop och grundare av en mängd hem och uppfostringsanstalter för värnlösa barn.
Barnardo grundade i Londons fattigkvarter hem för föräldralösa barn, D:r Barnado's homes. Det första hemmet öppnades 1867 i Stepney Causeway och har förblivit verksamhetens huvudkvarter. Denna, som senare fick det officiella namnet The national association for reclamation of destitute waif children, omfattade 160 anstalter, dessutom upptagningshem, fackskolor, sjukhus, skyddshem med mera. Över 100 000 barn omhändertogs genom organisationen. Många barn blev även vidareskickade till engelska kolonier, främst Kanada, för att där utbildas i jordbruksarbete.